# Бошкарі
Бошкарі (хорв. Boškari) — населений пункт у Хорватії, в Істрійській жупанії у складі громади Светвинченат.

## Населення
Населення за даними перепису 2011 року становило 33 осіб.
Динаміка чисельності населення поселення:

## Клімат
Середня річна температура становить 13,14 °C, середня максимальна – 27,03 °C, а середня мінімальна – -1,35 °C. Середня річна кількість опадів – 896 мм.
| Клімат поселення                              | Клімат поселення | Клімат поселення | Клімат поселення | Клімат поселення | Клімат поселення | Клімат поселення | Клімат поселення | Клімат поселення | Клімат поселення | Клімат поселення | Клімат поселення | Клімат поселення | Клімат поселення |
| Показник                                      | Січ.             | Лют.             | Бер.             | Квіт.            | Трав.            | Черв.            | Лип.             | Серп.            | Вер.             | Жовт.            | Лист.            | Груд.            |                  |
| Середній максимум, °C                         | 9,93             | 10,68            | 13,45            | 16,99            | 22,16            | 26,39            | 27,03            | 26,92            | 22,27            | 17,51            | 12,50            | 9,42             |                  |
| Середня температура, °C                       | 4,29             | 5,03             | 7,81             | 11,35            | 16,50            | 20,76            | 23,07            | 22,98            | 18,31            | 13,58            | 8,54             | 5,47             |                  |
| Середній мінімум, °C                          | −1,35            | −0,6             | 2,19             | 5,72             | 10,88            | 15,13            | 19,13            | 19,02            | 14,36            | 9,63             | 4,58             | 1,52             |                  |
| Норма опадів, мм                              | 69               | 57               | 64               | 71               | 62               | 72               | 51               | 76               | 81               | 101              | 110              | 82               |                  |
| Середньомісячна швидкість вітру, м/с          | 2.31             | 2.58             | 2.72             | 2.68             | 2.40             | 2.30             | 2.28             | 2.22             | 2.28             | 2.45             | 2.59             | 2.52             |                  |
| Середньомісячна сонячна радіація, кДж/м²·день | 4545             | 7446             | 10791            | 15333            | 19594            | 21350            | 22235            | 19238            | 14246            | 9201             | 4987             | 3886             |                  |
| --------------------------------------------- | ---------------- | ---------------- | ---------------- | ---------------- | ---------------- | ---------------- | ---------------- | ---------------- | ---------------- | ---------------- | ---------------- | ---------------- | ---------------- |
| Джерело:                                      |                  |                  |                  |                  |                  |                  |                  |                  |                  |                  |                  |                  |                  |